# NBAファイナル
NBAファイナル (NBA Finals)とは北米プロバスケットボールリーグNBAで、そのシーズンのイースタン・カンファレンスとウェスタン・カンファレンスの王者が対決してチャンピオンを決定するシリーズの事。プレーオフの締めくくりであり、シーズン最後のイベントでもある。通常は毎年6月に行われている。1986年まではNBAワールドチャンピオンシップ・シリーズと呼ばれていた。

## 概要
プレーオフの各シリーズと同様7試合制で、どちらかのチームが先に4勝した時点で終了する。レギュラーシーズンを通して勝ち数の多いチームがホームコートアドバンテージを持ち、相手チームよりも1試合多い最大4試合をホームでプレイすることができる。2013-14シーズンから2-2-1-1-1フォーマットで行う。かつては2-3-2フォーマットで行われていた。これは、1985年ファイナルのボストン・セルティックス対ロサンゼルス・レイカーズ戦で、移動による負担軽減のために採用されたものだった。
優勝チームが決定すると、記者たちはシリーズで最も活躍したと考える選手に投票し、最多の票を獲得した選手はファイナルMVPに選出される（最多選出はマイケル・ジョーダンの6回）。ファイナルMVPが選ばれるようになったのは1969年からである。
優勝チームが決まると、試合優勝チームの選手や関係者にその場で葉巻が配られる習慣がある。また優勝チームの選手・関係者には指輪（チャンピオンリング）が配られる。この指輪は優勝チームに合わせて設計・製作されるので、優勝が決まった後に製作が行われ、関係者に渡されるのは通常次のシーズンの始め頃になる。なお優勝後に移籍した選手は、その選手が前に所属した優勝チームとシーズン中に対戦する際にチャンピオンリングが授与される。

## 歴史
- 1950年 - 初のNBAファイナルが行われる
- 1966年 - ボストン・セルティックスが史上最高記録の8連覇を達成。
- 1969年 - 初のファイナルMVPが導入される。MVPはジェリー・ウェスト。当時は規定も曖昧だったため、史上唯一のファイナル敗退チームからMVPを授与された選手となった。
- 1970年 - ウィリス・リードが足の怪我を押して第7戦に出場。リード擁するニューヨーク・ニックスが勝利。

### 1980年代
この年代はロサンゼルス・レイカーズ対ボストン・セルティックスの対戦が人気を集めた。その中でも、両チームのエース、マジック・ジョンソン対ラリー・バードの対戦が白熱していた。
- 1980年 - マジック・ジョンソンが史上唯一のルーキーでのファイナルMVPを獲得する。このシリーズでセンターのカリーム・アブドゥル＝ジャバーが負傷したため、ジョンソンはセンターでプレーした。
- 1987年 - ジョンソンが3度目のファイナルMVPを受賞。

### 1990年代
"バッドボーイズ"ことデトロイト・ピストンズの2連覇に始まり、マイケル・ジョーダン擁するシカゴ・ブルズの王朝が続き、2回の3連覇を記録した。ジョーダンが一時期引退した2年間はアキーム・オラジュワン擁するヒューストン・ロケッツが2連覇を達成。1999年には、ニューヨーク・ニックスが史上初めて第8シードからのNBAファイナル出場を果たす。
- 1990年 - アイザイア・トーマス率いるデトロイト・ピストンズが2連覇。
- 1993年 - マイケル・ジョーダン擁するシカゴ・ブルズが3連覇。ジョーダンは3年連続でファイナルMVPを獲得。
- 1994年 - マイケル・ジョーダンの父親が殺害され、ジョーダンは現役を引退、ヒューストン・ロケッツが4勝3敗でニューヨーク・ニックスを下し優勝。
- 1995年 - アキーム・オラジュワン擁するヒューストン・ロケッツが2連覇。
- 1998年 - ブルズが2回目の3連覇達成。ジョン・ストックトンとカール・マローン擁するユタ・ジャズは2年連続でシカゴブルズに敗れる。
- 1999年 - ニューヨーク・ニックスが史上初めて第8シードからNBAファイナルに出場する。これは2023年にマイアミ・ヒートが達成するまで唯一であった。

### 2000年代
2000年代前半はシャキール・オニールとコービー・ブライアント擁するロサンゼルス・レイカーズが王朝を築き3連覇を達成し、オニールが3年連続でファイナルMVPを受賞した。その後はデトロイト・ピストンズが明確なエースがいない中、チームバスケットで優勝を果たす。2000年代後半になるとポール・ピアース、ケビン・ガーネット、レイ・アレンのビッグ3を擁するボストン・セルティックス、絶対的なエースコービー・ブライアント擁するロサンゼルス・レイカーズ、ティム・ダンカン、トニー・パーカー、マヌ・ジノビリのビッグ3擁するサンアントニオ・スパーズなどの数々の強豪チームがぶつかり合う展開となった。
- 2002年 - シャキール・オニールとコービー・ブライアント擁するロサンゼルス・レイカーズが3連覇。オニールは3年連続でファイナルMVPを受賞。
- 2008年 - ポール・ピアース、ケビン・ガーネット、レイ・アレンのビッグ3擁するボストン・セルティックスが優勝。
- 2010年 - コービー・ブライアント擁するロサンゼルス・レイカーズが2年前に敗れたボストン・セルティックスとの激闘により勝利。2連覇を達成し、ブライアントは2年連続ファイナルMVPとなる。

### 2010年代
2010年代前半はダーク・ノヴィツキー擁するダラス・マーベリックスがレブロン・ジェームズ、ドウェイン・ウェイド、クリス・ボッシュのビッグ3擁するマイアミ・ヒート相手に優勝する波乱の展開に始まりその後ヒートのビッグ3が連覇を達成。2010年代後半は、ステフィン・カリー擁するゴールデンステート・ウォリアーズ対レブロン・ジェームズ擁するクリーブランド・キャバリアーズの対戦が4年連続で繰り広げられた。2015年はウォリアーズがスリーポイントの多用やスモールラインナップなどの今までにない画期的なスタイルで優勝し、NBAに革新をもたらした。翌2016年はさらに力をつけ、シーズン73勝を達成したウォリアーズだったが、レブロン・ジェームズ擁するキャバリアーズがNBAファイナル史上初の1勝3敗からの逆転優勝という形でウォリアーズを破り、優勝を果たした。その後ウォリアーズはリーグ屈指のスコアラーケビン・デュラントを獲得し、史上最強クラスの王朝チームを作り、連覇を果たした。ウォリアーズは3連覇を狙うも、度重なる主力選手の怪我が原因で本来の力を発揮できずに、カワイ・レナード擁するトロント・ラプターズに敗れた。
- 2011年 - ダーク・ノビツキー率いるダラス・マーベリックスがレブロン・ジェームズ、ドウェイン・ウェイド率いるマイアミ・ヒートに前評判を覆す形で優勝。
- 2013年 - レブロン・ジェームズ、ドウェイン・ウェイド率いるマイアミ・ヒートが連覇。第6戦ではレイ・アレンが残り5秒で同点スリーポイントを沈める。
- 2016年 - シリーズ最多の73勝を達成したゴールデンステート・ウォリアーズがクリーブランド・キャバリアーズを3勝1敗に追い込むもキャバリアーズはレブロン・ジェームズ、カイリー・アービングを中心に躍進し、史上初めて1勝3敗から逆転優勝を果たす。
- 2018年 - ゴールデンステート・ウォリアーズが連覇。ケビン・デュラントが2年連続でファイナルMVPを獲得する。
- 2019年 - NBAファイナル史上初、カナダでファイナルが行われる。ゴールデンステート・ウォリアーズが5年連続ファイナル出場。カワイ・レナード率いるトロント・ラプターズがフランチャイズ史上初優勝。ウォリアーズは3連覇を狙うも、第5戦でケビン・デュラントが怪我を押して出場した結果、アキレス腱を断裂、第6戦でクレイ・トンプソンが前十字靭帯断裂と主力選手の怪我が相次ぎ無念の敗北となった。

### 2020年代
2020年はコロナウイルスの世界的な流行によりNBAは一時中断。再開後はフロリダのディズニーリゾートのバスケットコートの施設を利用。これをNBAバブルと称された。選手をリゾートに隔離状態にした上、無観客での開催という波乱のスタートとなり、レブロン・ジェームズ率いるロサンゼルス・レイカーズが通算17回目の優勝をし、その後2019年のラプターズの優勝から2024年のジェイソン・テイタムとジェイレン・ブラウン率いるボストン・セルティックスが合計18回目の優勝するまでに初となる6回連続異なるチームが優勝することとなった。
2020年以降に起きたコロナウイルス感染症によるパンデミックからNBAファイナルの視聴率は低迷しており、2020年のNBAファイナル全6試合平均の視聴者数は約750万人で、前年(2019年)比51%の減少となった。2021年は約991万人、2022年は約1240万人2023年は約1164万人、2024年は約1130万人と、パンデミック前の水準(約1514万人)に及ばない水準となっている。2025年のNBAファイナルは、2016年以来となる第7戦までもつれるシリーズとなり、その第7戦は2019年以降で最も視聴されたNBAの試合となったが、一方で1988年以降のNBAファイナル第7戦の中で最も視聴者数の少ない試合となっている。第6戦までは、シリーズ全体で視聴者数が1000万人を超えた試合はなく、第1戦から第3戦までは900万人を下回っていた。結果的に第7戦で視聴者数が伸びたことによって、辛うじて平均視聴者数1000万人は超えることとなった。

## NBAファイナル成績
太字 は優勝チーム、 (数字) は回数。

### BAAファイナル
| 年   | ウェスタン・カンファレンス | 結果 | イースタン・カンファレンス     |
| ---- | -------------------------- | ---- | ------------------------------ |
| 1947 | シカゴ・スタッグズ         | 1-4  | フィラデルフィア・ウォリアーズ |
| 1948 | ボルティモア・ブレッツ     | 4-2  | フィラデルフィア・ウォリアーズ |
| 1949 | ミネアポリス・レイカーズ   | 4-2  | ワシントン・キャピトルズ       |

### NBAファイナル
| 年   | ウェスタン・カンファレンス           | 結果 | イースタン・カンファレンス         | ファイナルMVP                      |
| ---- | ------------------------------------ | ---- | ---------------------------------- | ---------------------------------- |
| 1950 | ミネアポリス・レイカーズ (2)         | 4-2  | シラキューズ・ナショナルズ         | N/A                                |
| 1951 | ロチェスター・ロイヤルズ             | 4-3  | ニューヨーク・ニックス             | N/A                                |
| 1952 | ミネアポリス・レイカーズ (3)         | 4-3  | ニューヨーク・ニックス             | N/A                                |
| 1953 | ミネアポリス・レイカーズ (4)         | 4-1  | ニューヨーク・ニックス             | N/A                                |
| 1954 | ミネアポリス・レイカーズ (5)         | 4-3  | シラキューズ・ナショナルズ         | N/A                                |
| 1955 | フォートウェイン・ピストンズ         | 3-4  | シラキューズ・ナショナルズ         | N/A                                |
| 1956 | フォートウェイン・ピストンズ         | 1-4  | フィラデルフィア・ウォリアーズ (2) | N/A                                |
| 1957 | セントルイス・ホークス               | 3-4  | ボストン・セルティックス           | N/A                                |
| 1958 | セントルイス・ホークス               | 4-2  | ボストン・セルティックス           | N/A                                |
| 1959 | ミネアポリス・レイカーズ             | 0-4  | ボストン・セルティックス (2)       | N/A                                |
| 1960 | セントルイス・ホークス               | 3-4  | ボストン・セルティックス (3)       | N/A                                |
| 1961 | セントルイス・ホークス               | 1-4  | ボストン・セルティックス (4)       | N/A                                |
| 1962 | ロサンゼルス・レイカーズ             | 3-4  | ボストン・セルティックス (5)       | N/A                                |
| 1963 | ロサンゼルス・レイカーズ             | 2-4  | ボストン・セルティックス (6)       | N/A                                |
| 1964 | サンフランシスコ・ウォリアーズ       | 1-4  | ボストン・セルティックス (7)       | N/A                                |
| 1965 | ロサンゼルス・レイカーズ             | 1-4  | ボストン・セルティックス (8)       | N/A                                |
| 1966 | ロサンゼルス・レイカーズ             | 3-4  | ボストン・セルティックス (9)       | N/A                                |
| 1967 | サンフランシスコ・ウォリアーズ       | 2-4  | フィラデルフィア・76ers (2)        | N/A                                |
| 1968 | ロサンゼルス・レイカーズ             | 2-4  | ボストン・セルティックス (10)      | N/A                                |
| 1969 | ロサンゼルス・レイカーズ             | 3-4  | ボストン・セルティックス (11)      | ジェリー・ウェスト                 |
| 1970 | ロサンゼルス・レイカーズ             | 3-4  | ニューヨーク・ニックス             | ウィリス・リード                   |
| 1971 | ミルウォーキー・バックス             | 4-0  | ボルティモア・ブレッツ             | カリーム・アブドゥル＝ジャバー     |
| 1972 | ロサンゼルス・レイカーズ (6)         | 4-1  | ニューヨーク・ニックス             | ウィルト・チェンバレン             |
| 1973 | ロサンゼルス・レイカーズ             | 1-4  | ニューヨーク・ニックス (2)         | ウィリス・リード (2)               |
| 1974 | ミルウォーキー・バックス             | 3-4  | ボストン・セルティックス (12)      | ジョン・ハブリチェック             |
| 1975 | ゴールデンステート・ウォリアーズ (3) | 4-0  | ワシントン・ブレッツ               | リック・バリー                     |
| 1976 | フェニックス・サンズ                 | 2-4  | ボストン・セルティックス (13)      | ジョ・ジョ・ホワイト               |
| 1977 | ポートランド・トレイルブレイザーズ   | 4-2  | フィラデルフィア・76ers            | ビル・ウォルトン                   |
| 1978 | シアトル・スーパーソニックス         | 3-4  | ワシントン・ブレッツ               | ウェス・アンセルド                 |
| 1979 | シアトル・スーパーソニックス         | 4-1  | ワシントン・ブレッツ               | デニス・ジョンソン                 |
| 1980 | ロサンゼルス・レイカーズ (7)         | 4-2  | フィラデルフィア・76ers            | マジック・ジョンソン               |
| 1981 | ヒューストン・ロケッツ               | 2-4  | ボストン・セルティックス (14)      | セドリック・マクスウェル           |
| 1982 | ロサンゼルス・レイカーズ (8)         | 4-2  | フィラデルフィア・76ers            | マジック・ジョンソン (2)           |
| 1983 | ロサンゼルス・レイカーズ             | 0-4  | フィラデルフィア・76ers (3)        | モーゼス・マローン                 |
| 1984 | ロサンゼルス・レイカーズ             | 3-4  | ボストン・セルティックス (15)      | ラリー・バード                     |
| 1985 | ロサンゼルス・レイカーズ (9)         | 4-2  | ボストン・セルティックス           | カリーム・アブドゥル＝ジャバー (2) |
| 1986 | ヒューストン・ロケッツ               | 2-4  | ボストン・セルティックス (16)      | ラリー・バード (2)                 |
| 1987 | ロサンゼルス・レイカーズ (10)        | 4-2  | ボストン・セルティックス           | マジック・ジョンソン (3)           |
| 1988 | ロサンゼルス・レイカーズ (11)        | 4-3  | デトロイト・ピストンズ             | ジェームス・ウォージー             |
| 1989 | ロサンゼルス・レイカーズ             | 0-4  | デトロイト・ピストンズ             | ジョー・デュマース                 |
| 1990 | ポートランド・トレイルブレイザーズ   | 1-4  | デトロイト・ピストンズ (2)         | アイザイア・トーマス               |
| 1991 | ロサンゼルス・レイカーズ             | 1-4  | シカゴ・ブルズ                     | マイケル・ジョーダン               |
| 1992 | ポートランド・トレイルブレイザーズ   | 2-4  | シカゴ・ブルズ (2)                 | マイケル・ジョーダン (2)           |
| 1993 | フェニックス・サンズ                 | 2-4  | シカゴ・ブルズ (3)                 | マイケル・ジョーダン (3)           |
| 1994 | ヒューストン・ロケッツ               | 4-3  | ニューヨーク・ニックス             | アキーム・オラジュワン             |
| 1995 | ヒューストン・ロケッツ (2)           | 4-0  | オーランド・マジック               | アキーム・オラジュワン (2)         |
| 1996 | シアトル・スーパーソニックス         | 2-4  | シカゴ・ブルズ (4)                 | マイケル・ジョーダン (4)           |
| 1997 | ユタ・ジャズ                         | 2-4  | シカゴ・ブルズ (5)                 | マイケル・ジョーダン (5)           |
| 1998 | ユタ・ジャズ                         | 2-4  | シカゴ・ブルズ (6)                 | マイケル・ジョーダン (6)           |
| 1999 | サンアントニオ・スパーズ             | 4-1  | ニューヨーク・ニックス             | ティム・ダンカン                   |
| 2000 | ロサンゼルス・レイカーズ (12)        | 4-2  | インディアナ・ペイサーズ           | シャキール・オニール               |
| 2001 | ロサンゼルス・レイカーズ (13)        | 4-1  | フィラデルフィア・76ers            | シャキール・オニール (2)           |
| 2002 | ロサンゼルス・レイカーズ (14)        | 4-0  | ニュージャージー・ネッツ           | シャキール・オニール (3)           |
| 2003 | サンアントニオ・スパーズ (2)         | 4-2  | ニュージャージー・ネッツ           | ティム・ダンカン (2)               |
| 2004 | ロサンゼルス・レイカーズ             | 1-4  | デトロイト・ピストンズ (3)         | チャンシー・ビラップス             |
| 2005 | サンアントニオ・スパーズ (3)         | 4-3  | デトロイト・ピストンズ             | ティム・ダンカン (3)               |
| 2006 | ダラス・マーベリックス               | 2-4  | マイアミ・ヒート                   | ドウェイン・ウェイド               |
| 2007 | サンアントニオ・スパーズ (4)         | 4-0  | クリーブランド・キャバリアーズ     | トニー・パーカー                   |
| 2008 | ロサンゼルス・レイカーズ             | 2-4  | ボストン・セルティックス (17)      | ポール・ピアース                   |
| 2009 | ロサンゼルス・レイカーズ (15)        | 4-1  | オーランド・マジック               | コービー・ブライアント             |
| 2010 | ロサンゼルス・レイカーズ (16)        | 4-3  | ボストン・セルティックス           | コービー・ブライアント (2)         |
| 2011 | ダラス・マーベリックス               | 4-2  | マイアミ・ヒート                   | ダーク・ノヴィツキー               |
| 2012 | オクラホマシティ・サンダー           | 1-4  | マイアミ・ヒート (2)               | レブロン・ジェームズ               |
| 2013 | サンアントニオ・スパーズ             | 3-4  | マイアミ・ヒート (3)               | レブロン・ジェームズ (2)           |
| 2014 | サンアントニオ・スパーズ (5)         | 4-1  | マイアミ・ヒート                   | カワイ・レナード                   |
| 2015 | ゴールデンステート・ウォリアーズ (4) | 4-2  | クリーブランド・キャバリアーズ     | アンドレ・イグダーラ               |
| 2016 | ゴールデンステート・ウォリアーズ     | 3-4  | クリーブランド・キャバリアーズ     | レブロン・ジェームズ (3)           |
| 2017 | ゴールデンステート・ウォリアーズ (5) | 4-1  | クリーブランド・キャバリアーズ     | ケビン・デュラント                 |
| 2018 | ゴールデンステート・ウォリアーズ (6) | 4-0  | クリーブランド・キャバリアーズ     | ケビン・デュラント (2)             |
| 2019 | ゴールデンステート・ウォリアーズ     | 2-4  | トロント・ラプターズ               | カワイ・レナード (2)               |
| 2020 | ロサンゼルス・レイカーズ (17)        | 4-2  | マイアミ・ヒート                   | レブロン・ジェームズ (4)           |
| 2021 | フェニックス・サンズ                 | 2-4  | ミルウォーキー・バックス (2)       | ヤニス・アデトクンボ               |
| 2022 | ゴールデンステート・ウォリアーズ (7) | 4-2  | ボストン・セルティックス           | ステフィン・カリー                 |
| 2023 | デンバー・ナゲッツ                   | 4-1  | マイアミ・ヒート                   | ニコラ・ヨキッチ                   |
| 2024 | ダラス・マーベリックス               | 1-4  | ボストン・セルティックス (18)      | ジェイレン・ブラウン               |
| 2025 | オクラホマシティ・サンダー (2)       | 4-3  | インディアナ・ペイサーズ           | シェイ・ギルジャス＝アレクサンダー |

## チーム別成績
| 進出 | チーム                                                                      | 勝  | 敗  | 勝率  | ファイナル優勝                                                                                             | カンファレンス優勝                                                                       |
| ---- | --------------------------------------------------------------------------- | --- | --- | ----- | --- | ---------------------------------------------------------------------------------------- |
| 32   | ミネアポリス／ロサンゼルス・レイカーズ                                      | 17  | 15  | .531  | 1949, 1950, 1952, 1953, 1954, 1972, 1980, 1982, 1985, 1987, 1988, 2000, 2001, 2002, 2009, 2010, 2020       | 1959, 1962, 1963, 1965, 1966, 1968, 1969, 1970, 1973, 1983, 1984, 1989, 1991, 2004, 2008 |
| 23   | ボストン・セルティックス                                                    | 18  | 5   | .782  | 1957, 1959, 1960, 1961, 1962, 1963, 1964, 1965, 1966, 1968, 1969, 1974, 1976, 1981, 1984, 1986, 2008, 2024 | 1958, 1985, 1987, 2010, 2022                                                             |
| 12   | フィラデルフィア／サンフランシスコ／ゴールデンステート・ウォリアーズ        | 7   | 5   | .583  | 1947, 1956, 1975, 2015, 2017, 2018, 2022                                                                   | 1948, 1964, 1967, 2016, 2019                                                             |
| 9    | シラキューズ・ナショナルズ／フィラデルフィア・セブンティシクサーズ          | 3   | 6   | .333  | 1955, 1967, 1983                                                                                           | 1950, 1954, 1977, 1980, 1982, 2001                                                       |
| 8    | ニューヨーク・ニックス                                                      | 2   | 6   | .250  | 1970, 1973                                                                                                 | 1951, 1952, 1953, 1972, 1994, 1999                                                       |
| 7    | マイアミ・ヒート                                                            | 3   | 4   | .428  | 2006, 2012, 2013                                                                                           | 2011, 2014, 2020, 2023                                                                   |
| 7    | フォートウェイン／デトロイト・ピストンズ                                    | 3   | 4   | .429  | 1989, 1990, 2004                                                                                           | 1955, 1956, 1988, 2005                                                                   |
| 6    | シカゴ・ブルズ                                                              | 6   | 0   | 1.000 | 1991, 1992, 1993, 1996, 1997, 1998                                                                         | N/A                                                                                      |
| 6    | サンアントニオ・スパーズ                                                    | 5   | 1   | .833  | 1999, 2003, 2005, 2007, 2014                                                                               | 2013                                                                                     |
| 5    | シアトル・スーパーソニックス／オクラホマシティ・サンダー                    | 2   | 3   | .400  | 1979, 2025                                                                                                 | 1978, 1996, 2012                                                                         |
| 5    | クリーブランド・キャバリアーズ                                              | 1   | 4   | .200  | 2016 | 2007, 2015, 2017, 2018                                                                   |
| 4    | ヒューストン・ロケッツ                                                      | 2   | 2   | .500  | 1994, 1995                                                                                                 | 1981, 1986                                                                               |
| 4    | ボルチモア／ワシントン・ブレッツ／ワシントン・ウィザーズ                    | 1   | 3   | .250  | 1978 | 1971, 1975, 1979                                                                         |
| 4    | セントルイス／アトランタ・ホークス                                          | 1   | 3   | .250  | 1958 | 1957, 1960, 1961                                                                         |
| 3    | ミルウォーキー・バックス                                                    | 2   | 1   | .666  | 1971, 2021                                                                                                 | 1974                                                                                     |
| 3    | ダラス・マーベリックス                                                      | 1   | 2   | .333  | 2011 | 2006, 2024                                                                               |
| 3    | ポートランド・トレイルブレイザーズ                                          | 1   | 2   | .333  | 1977 | 1990, 1992                                                                               |
| 3    | フェニックス・サンズ                                                        | 0   | 3   | .000  | N/A | 1976, 1993, 2021                                                                         |
| 2    | インディアナ・ペイサーズ                                                    | 0   | 2   | .000  | N/A | 2000, 2025                                                                               |
| 2    | オーランド・マジック                                                        | 0   | 2   | .000  | N/A | 1995, 2009                                                                               |
| 2    | ニュージャージー／ブルックリン・ネッツ                                      | 0   | 2   | .000  | N/A | 2002, 2003                                                                               |
| 2    | ニューオーリンズ／ユタ・ジャズ                                              | 0   | 2   | .000  | N/A | 1997, 1998                                                                               |
| 1    | デンバー・ナゲッツ                                                          | 1   | 0   | 1.000 | 2023 | N/A                                                                                      |
| 1    | トロント・ラプターズ                                                        | 1   | 0   | 1.000 | 2019 | N/A                                                                                      |
| 1    | ロチェスター・ロイヤルズ／サクラメント・キングス                            | 1   | 0   | 1.000 | 1951 | N/A                                                                                      |
| 1    | ボルティモア・ブレッツ                                                      | 1   | 0   | 1.000 | 1948 | N/A                                                                                      |
| 1    | ワシントン・キャピトルズ                                                    | 0   | 1   | .000  | N/A | 1949                                                                                     |
| 1    | シカゴ・スタッグズ                                                          | 0   | 1   | .000  | N/A | 1947                                                                                     |
| 0    | シャーロット・ボブキャッツ／シャーロット・ホーネッツ                        | N/A | N/A | N/A   | N/A | N/A                                                                                      |
| 0    | バッファロー・ブレーブス／サンディエゴ／ロサンゼルス・クリッパーズ          | N/A | N/A | N/A   | N/A | N/A                                                                                      |
| 0    | バンクーバー／メンフィス・グリズリーズ                                      | N/A | N/A | N/A   | N/A | N/A                                                                                      |
| 0    | ミネソタ・ティンバーウルブズ                                                | N/A | N/A | N/A   | N/A | N/A                                                                                      |
| 0    | ニューオーリンズ/オクラホマシティ・ホーネッツ／ニューオーリンズ・ペリカンズ | N/A | N/A | N/A   | N/A | N/A                                                                                      |